# Jorja Fox
Jorja-An Fox, född 7 juli 1968 i New York i New York, är en amerikansk skådespelerska, mest känd från TV-serien CSI där hon spelar Sara Sidle. Fox har också varit med i bland annat Memento där hon spelade den döda frun, i Cityakuten där hon spelade Dr. Maggie Doyle och i Vita huset i rollen som Secret Service-agenten Gina Toscano.
Fox mottog 2005 en Screen Actors Guild Award Outstanding Performance by an Ensemble in a Drama Series

## Filmografi i urval
- Missing Persons, 1993–1994
- Cityakuten, 1996–1999
- Memento, 2000
- Vita huset, 2000
- CSI: Crime Scene Investigation, 2000–2014